# Melas Chasma
Melas Chasma ist ein tiefer Canyon auf dem Mars. Er ist eine der am tiefsten liegenden Regionen auf dem Mars und Teil des Grabensystems Valles Marineris. Die dort entdeckten Sulfat-Ablagerungen und alten Flusssysteme sind deutliche Anzeiger für flüssiges Wasser.